# مطار إدنبرة
طار إدنبرة (بالإنجليزية: Edinburgh Airport)(إياتا: EDI، إيكاو: EGPH)، هُو مطار دولي يقع في مدينة إدنبرة عاصمة اسكتلندا. خلال سنة 2019، احتل المطار المرتبة الأولى كأكثر المطارات ازدحاما في اسكتلندا، حيث مر عبره ما مجموعه 14.7 مليون مسافر. كما احتل أيضا خلال تلك السنة، المرتبة السادسة ضمن قائمة أكثر المطارات ازدحاما في المملكة المُتحدة. يبعد المطار بحوالي 5 NM (9.3 كـم؛ 5.8 ميل) عن مركز المدينة. يتوفر المطار على مُدرج واحد وعلى محطة مُسافرين واحدة، كما يُشغل ما مجموعه 2,500 عاملا.

## خطوط وشركات الطيران
فيم يلي قائمة بخطوط وشركات الطيران التي تُسير رحلات جوية مُنتظمة أو مُستأجرة من وإلى مطار إدنبرة:
| شركـات طيـران                   | الوجهات |
| ------------------------------- | --- |
| طيران إيجيان                    | مطار أثينا الدولي |
| أير لينغس                       | مطار مدينة جورج بست بلفاست، مطار دبلن الدولي |
| طيران كندا                      | مطار تورونتو بيرسون الدولي |
| الخطوط الجوية الفرنسية          | مطار باريس شارل ديغول |
| الخطوط الجوية الأطلسية          | مطار فاغار |
| BH Air                          | موسمي: Burgas |
| الخطوط الجوية البريطانية        | مطار لندن سيتي، مطار لندن هيثرو موسمي: مطار شامبيري، Florence، مطار ميورقة، Southampton |
| خطوط بروكسل الجوية              | مطار بروكسل الدولي |
| خطوط دلتا الجوية                | مطار جون إف كينيدي الدولي موسمي: مطار هارتسفيلد جاكسون، مطار لوجان الدولي |
| إيزي جيت                        | مطار أليكانتي، مطار سخيبول أمستردام، مطار بازل ميلوز فريبورغ الأوروبي، مطار بلفاست الدولي، مطار برلين براندنبرغ، مطار برمينغهام، مطار بريستول، مطار كوبنهاغن، مطار جنيف الدولي، مطار هامبورغ، مطار كراكوف، مطار لانزاروت، مطار لشبونة، مطار غاتويك، مطار لندن لوتن، مطار لندن ستانستد، مطار ليون سانت إكسوبيري، مطار مدريد باراخاس الدولي، مطار مالبينسا، مطار ميونخ الدولي، مطار نابولي، Paphos، مطار باريس شارل ديغول، مطار كيفلافيك الدولي، مطار تينيريفي الجنوبي، مطار البندقية ماركو بولو موسمي: مطار أنطاليا، مطار أثينا الدولي، مطار ميلاس بودروم، مطار كاتانيا-فونتاناروسا، Corfu، مطار دالامان، مطار دوبروفنيك، Fuerteventura، Grenoble، مطار كاندية الدولي ‏، جيرزي، Kefalonia، مطار نيس كوت دازور، مطار ميورقة، مطار فاكلاف هافيل الدولي، Rhodes، مطار سانتوريني (ثيرا) الوطني |
| إديلويس إير                     | مطار زيورخ الدولي |
| يورو وينجز                      | مطار كولونيا بون الدولي، مطار دوسلدورف الدولي |
| فين إير                         | مطار هلسنكي فانتا |
| خطوط هاينان الجوية              | موسمي: مطار بكين العاصمة الدولي (تستأنف 26 يونيو 2023) |
| Iberia Express                  | موسمي: مطار مدريد باراخاس الدولي |
| جيت تو دوت كوم                  | مطار أليكانتي، مطار أنطاليا، Fuerteventura، مطار كريستيانو رونالدو، مطار كناريا الكبرى، مطار لانزاروت، مطار مالقة الدولي، مطار تينيريفي الجنوبي موسمي: مطار ميلاس بودروم، Corfu، مطار دالامان، مطار دوبروفنيك، مطار فارو، مطار جنيف الدولي، مطار كاندية الدولي ‏، مطار إيبيزا، مطار اينسبوروك، مطار عدنان مندريس، Kos، مطار لارنكا الدولي، Menorca، مطار نابولي، مطار ميورقة، Paphos، Preveza/Lefkada، Reus، مطار كيفلافيك الدولي، Rhodes، مطار سالزبورغ، مطار سانتوريني (ثيرا) الوطني، مطار سكياثوس الدولي، مطار سبليت، Thessaloniki، مطار تورينو، Verona، مطار زاكينثوس الدولي ‏ |
| الخطوط الجوية الملكية الهولندية | مطار سخيبول أمستردام |
| لوغاناير                        | Bergen، مطار كارديف الدولي، مطار إكستر، جزيرة مان، Kirkwall، Southampton، Stornoway، Sumburgh موسمي: Newquay، مطار ستافانغر الدولي |
| لوفتهانزا                       | مطار فرانكفورت، مطار ميونخ الدولي |
| آير شاتل النرويجية              | مطار كوبنهاغن، مطار أوسلو-غاردرموين، مطار ستوكهولم أرلاندا |
| الخطوط الجوية القطرية           | مطار حمد الدولي |
| رايان إير                       | مطار أليكانتي، مطار برشلونة الدولي، Bari، مطار بوفيه - تيه، مطار بلفاست الدولي، مطار أوريو أل سيريو، مطار برلين براندنبرغ، Billund، مطار بولونيا، Bournemouth، مطار براتيسلافا الدولي، مطار هنري كواندا الدولي، مطار بودابست فرانز ليست الدولي، مطار بروكسل شارلروا الجنوب، مطار كوبنهاغن، Cork، مطار دبلن الدولي، مطار آيندهوفن، مطار فارو، Fuerteventura، مطار غدانسك ليخ فاونسا، Gothenburg، مطار كناريا الكبرى، مطار هامبورغ، مطار كاوناس، Knock، مطار كراكوف، مطار لانزاروت، مطار لشبونة، مطار لندن ستانستد، مطار مدريد باراخاس الدولي، مطار مالقة الدولي، مطار مالطا الدولي، مطار مراكش المنارة الدولي، مطار مارسيليا، مطار نانت، مطار نابولي، مطار باليرمو الدولي، مطار بيزا الدولي، مطار بواتييه، مطار بورتو الدولي، Poznań، مطار فاكلاف هافيل الدولي، مطار ريغا الدولي، مطار روما شيامبينو، مطار سانتاندير، Santiago de Compostela ‏، مطار إشبيلية، Shannon، مطار صوفيا، مطار تينيريفي الجنوبي، مطار تيرانا الدولي (تبدأ في 31 أكتوبر 2023)، مطار تولوز بلانياك، مطار تورينو، مطار بلنسية، مطار البندقية ماركو بولو، مطار فيينا الدولي، مطار وارسو مودلين، مطار ويزي، مطار فروتسواف موسمي: Béziers، مطار بوردو ميرينياك، مطار كاركاسون، Corfu، Grenoble، مطار إيبيزا، Newquay، مطار نيم، مطار ميورقة، Rhodes، Verona، مطار زادار |
| الخطوط الجوية الإسكندنافية      | مطار ستوكهولم أرلاندا موسمي: مطار كوبنهاغن، مطار أوسلو-غاردرموين |
| صن إكسبريس                      | مطار أنطاليا موسمي: مطار دالامان (تبدأ في 1 إبريل 2024)، مطار عدنان مندريس (تبدأ في 29 أغسطس 2023) |
| ترانسافيا                       | مطار روتردام لاهاي موسمي: مطار باريس أورلي |
| توي للطيران                     | موسمي: Cancún، مطار شامبيري، Corfu، مطار دالامان، مطار اينسبوروك، مطار إيبيزا، Melbourne/Orlando، Menorca، مطار ميورقة، مطار تينيريفي الجنوبي |
| الخطوط الجوية التركية           | مطار إسطنبول الدولي |
| الخطوط الجوية المتحدة           | مطار نيوآرك ليبرتي الدولي موسمي: مطار أوهير الدولي، مطار واشنطن دولس الدولي |
| خطوط فيرجن أتلانتيك الجوية      | موسمي: مطار أورلاندو الدولي |
| خطوط فيولينغ الجوية             | مطار برشلونة الدولي |
| ويست جت إيرلاينز ‏               | موسمي: مطار كالغاري الدولي |
| ويز للطيران                     | مطار هنري كواندا الدولي، مطار بودابست فرانز ليست الدولي، مطار تيرانا الدولي (تبدأ في 18 ديسمبر 2023) موسمي: مطار غدانسك ليخ فاونسا |

### الشحن
| شركـات طيـران              | الوجهات                                                               |
| -------------------------- | --------------------------------------------------------------------- |
| خطوط أي إس إل فرنسا الجوية | مطار نيوكاسل، مطار باريس شارل ديغول                                   |
| دي إتش إل للطيران          | East Midlands ‏، مطار لايبزيغ هاله                                     |
| فيديكس إكسبرس              | مطار باريس شارل ديغول                                                 |
| البريد الملكي البريطاني    | مطار أبردين، مطار إنفرنيس                                             |
| West Atlantic              | مطار أبردين، East Midlands ‏، مطار لندن ستانستد، مطار باريس شارل ديغول |

## الإحصائيات
شاهد source Wikidata query and sources.
| 1985                                         | 1,578,000  | 36,926  |
| 1986                                         | 1,651,000  | 36,596  |
| 1987                                         | 1,852,000  | 39,603  |
| 1988                                         | 2,080,000  | 40,664  |
| 1989                                         | 2,369,000  | 47,100  |
| 1990                                         | 2,495,000  | 47,900  |
| 1991                                         | 2,343,000  | 49,700  |
| 1992                                         | 2,539,000  | 56,400  |
| 1993                                         | 2,721,000  | 58,800  |
| 1994                                         | 3,001,000  | 61,100  |
| 1995                                         | 3,280,000  | 64,000  |
| 1996                                         | 3,810,000  | 68,800  |
| 1997                                         | 4,214,919  | 99,352  |
| 1998                                         | 4,588,507  | 100,134 |
| 1999                                         | 5,119,258  | 101,226 |
| 2000                                         | 5,519,372  | 102,393 |
| 2001                                         | 6,067,333  | 112,361 |
| 2002                                         | 6,930,649  | 118,416 |
| 2003                                         | 7,481,454  | 118,943 |
| 2004                                         | 8,017,547  | 125,317 |
| 2005                                         | 8,456,739  | 127,122 |
| 2006                                         | 8,611,345  | 126,914 |
| 2007                                         | 9,047,558  | 128,172 |
| 2008                                         | 9,006,702  | 125,550 |
| 2009                                         | 9,049,355  | 115,969 |
| 2010                                         | 8,596,715  | 108,997 |
| 2011                                         | 9,385,245  | 113,357 |
| 2012                                         | 9,195,061  | 110,288 |
| 2013                                         | 9,775,443  | 111,736 |
| 2014                                         | 10,160,004 | 109,545 |
| 2015                                         | 11,114,587 | 115,286 |
| 2016                                         | 12,348,425 | 122,220 |
| 2017                                         | 13,410,256 | 128,675 |
| 2018                                         | 14,310,403 | 130,016 |
| 2019                                         | 14,747,830 | 131,617 |
| 2020                                         | 3,478,501  | 45,966  |
| 2021                                         | 3,024,960  | 34,165  |
| 2022                                         | 11,250,211 | 93,004  |
| المصدر:هيئة الطيران المدني (المملكة المتحدة) |            |         |

### الوجهات المزدحمة
| الرتبة                                        | المطار                | الركاب  | التغير |
| --------------------------------------------- | --------------------- | ------- | ------ |
| 1                                             | مطار دبلن الدولي      | 572,050 | ▲ 263% |
| 2                                             | مطار سخيبول أمستردام  | 471,698 | ▲ 259% |
| 3                                             | مطار باريس شارل ديغول | 307,322 | ▲ 398% |
| 4                                             | مطار تينيريفي الجنوبي | 285,021 | ▲ 314% |
| 5                                             | مطار أليكانتي         | 210,523 | ▲ 382% |
| 6                                             | مطار فرانكفورت        | 192,170 | ▲ 359% |
| 7                                             | مطار ميورقة           | 190,095 | ▲ 392% |
| 8                                             | مطار كوبنهاغن         | 180,360 | ▲ 504% |
| 9                                             | مطار برشلونة الدولي   | 179,948 | ▲ 397% |
| 10                                            | مطار مالقة الدولي     | 170,871 | ▲ 421% |
| المصدر: هيئة الطيران المدني (المملكة المتحدة) |                       |         |        |

## وصلات خارجية
- الموقع الرسمي